# Моссано
Моссано (італ. Mossano, вен. Mossano) — муніципалітет в Італії, у регіоні Венето, провінція Віченца.
Моссано розташоване на відстані близько 400 км на північ від Рима, 65 км на захід від Венеції, 15 км на південь від Віченци.
Населення — 1784 особи (2014).

## Демографія
Населення за роками:

Станом на 31 грудня 2014 року в муніципалітеті офіційно проживали 153 іноземці з 18 країн, серед них 33 громадяни країн Євросоюзу та 3 громадяни України.

## Сусідні муніципалітети
- Аркуньяно
- Барбарано-Вічентіно
- Нанто
- Роволон